# دائرة أولاد إدريس
دائرة أولاد إدريس دائرة في ولاية سوق أهراس في الجزائر. مركزها مدينة أولاد ادريس.